# Sciencelink
Sciencelink was een omstreden gepland laboratoriumpark in het Nederlandse Venray op het bedrijventerrein Hulst II aan de A73. In het park zouden ook dierproeven en fokprogramma's worden gehouden. Na bedreigingen van dierenactivisten trok een projectontwikkelaar zich begin 2008 terug, en was doorgang van het project onzeker geworden. In april 2008 besloot de gemeenteraad definitief het project niet te laten doorgaan en een alternatief concept te ontwikkelen.